# I piaceri del sabato notte
I piaceri del sabato notte è un film del 1960 diretto da Daniele D'Anza.

## Trama
Dietro la facciata di una casa milanese alla moda, gestita da Arabella, si cela un efficiente giro di prostituzione.